# اچ‌ام‌اس ترمندوس (۱۷۸۴)
اچ‌ام‌اس ترمندوس (۱۷۸۴) (به انگلیسی: HMS Tremendous (1784)) یک کشتی بود که طول آن ۱۶۹ فوت ۶ اینچ (۵۱٫۶۶ متر) بود. این کشتی در سال ۱۷۸۴ ساخته شد.